# Lesley McAra
Lesley McAra ist eine schottische Rechtswissenschaftlerin, Soziologin und Kriminologin, die als Professorin an der University of Edinburgh forscht und lehrt. 2019/20 amtierte sie als Präsidentin der European Society of Criminology (ESC). Ihre Forschungsinteressen liegen in der Pönologie, der Rechtssoziologie und der Devianzsoziologie.
McAras ist Absolventin der University of Edinburgh und der Open University. Sie begann ihre Karriere als Forscherin im Scottish Office, wo sie ein großes Forschungsprogramm zur Evaluierung von Sozialarbeit in der Strafjustiz leitete. 1995 kehrte sie als Dozentin für Kriminologie an die Universität Edinburgh zurück, wurde 2005 zur Senior Lecturer befördert und erhielt 2009 den Lehrstuhl für Strafrecht.
2021 wurde McAra in die Royal Society of Edinburgh gewählt.

## Schriften (Auswahl)
- Can Criminologists Change the World? Critical Reflections on the Politics, Performance and Effects of Criminal Justice. British Journal of Criminology, 2016.
- Als Herausgeberin mit Sarah Armstrong: Perspectives on punishment. The contours of control. Oxford University Press, Oxford/New York 2006.
- Parole board decision making. Stationery Office, Edinburgh 1998.